# Караульный острог
Караульный острог — защитное сооружение крепостного типа (острог), основанное в 1675 на левом берегу Енисея красноярскими казаками для защиты Красноярского острога с юга от набегов енисейских кыргызов.
Утратила своё военное значение после угона в 1703 части населения Кыргызской земли в Джунгарию.
До первой ревизии в 1722 году не имел постоянного населения, гарнизон состоял из годовальщиков, присылаемых из г. Красноярска.
Как крепость перестала существовать в 1740-е, став селом Караульным Даурского района Красноярского края, ныне на дне Красноярского водохранилища. Население при затоплении было эвакуировано в поселок Приморск.